# Ugolino da Brunforte
Ugolino da Brunforte ou Ugolino Brunforte (nommé aussi Ugolino de Montegiorgio ou Ugolino Boniscami), né à Sarnano dans l’actuelle région des Marches aux environs de 1262 et mort probablement dans la province de Macerata en 1348, est un religieux italien, frère mineur et chroniqueur, connu comme étant l'auteur des célèbres Fioretti de Saint François d’Assise et supposé auteur des considérations sur les stigmates qui suivent le texte des Fioretti dans la plupart des manuscrits.

## Biographie
Peu de détails sur la vie d'Ugolino Boniscambi di Montegiorgio sont connus.   
Son père Rinaldo, seigneur de Sarnano dans les Marches italiennes, appartenait à une ancienne et noble famille dont est née la célèbre comtesse Mathilde de Toscane.  
Ugolino est entré dans l' Ordre des Frères Mineurs à l'âge de seize ans. Il prêta son noviciat au couvent de Roccabruna (près de Sarnano), mais passa la majeure partie de sa vie au couvent de Monte Santa Maria in Giorgio, d'où lui vaut d’être également nommé Ugolino di Monte Giorgio . 
En 1295, il fut élu évêque de Teramo sous le pontificat de Célestin V, mais juste avant sa consécration, Célestin V démissionna et Boniface VIII, qui soupçonnait Ugolino d'appartenir aux Zélés, annula sa nomination avec la bulle papale In supremae dignitatis specula . 
Près de cinquante ans plus tard, il est élu provincial de Macerata.
Au moment de sa mort en 1348, il était provincial des Frères mineurs depuis mars.

## Les feuillets
La plupart des chercheurs conviennent aujourd'hui que Ugolino est bien l'auteur des Fioretti, ou Fioretti de Saint François d'Assise, dans leur forme originale. 
Ugolino était probablement l'un des nombreux collectionneurs de traditions de la région des Marches. Les Fioretti semble avoir été écrit entre 1322 et 1328.
Bien que la version latine originale ne nous soit pas parvenue, nous avons dans les Actes du Bienheureux François et de ses compagnons ( Actus beati Francisci et sociorum eius ), publiés par Paul Sabatier dans la Collection d'Études (Paris, 1902, IV), un rapprochement de celui-ci qui peut être considéré dans son ensemble comme un représentant de l'original des Fioretti. 
Qu'Ugolino ait été le principal compilateur des Actus Beati Francisci et sociorum eius semble certain ; mais à quand remonterait  un supposé unique auteur des Fioretti, rien n’est moins clair : entre 1327 et 1340 ? Pour la spécialiste de saint François d’Assise, Chiara Frugoni, le travail d’Ugolino da Brunforte semblerait avoir été achevé avant 1328. 

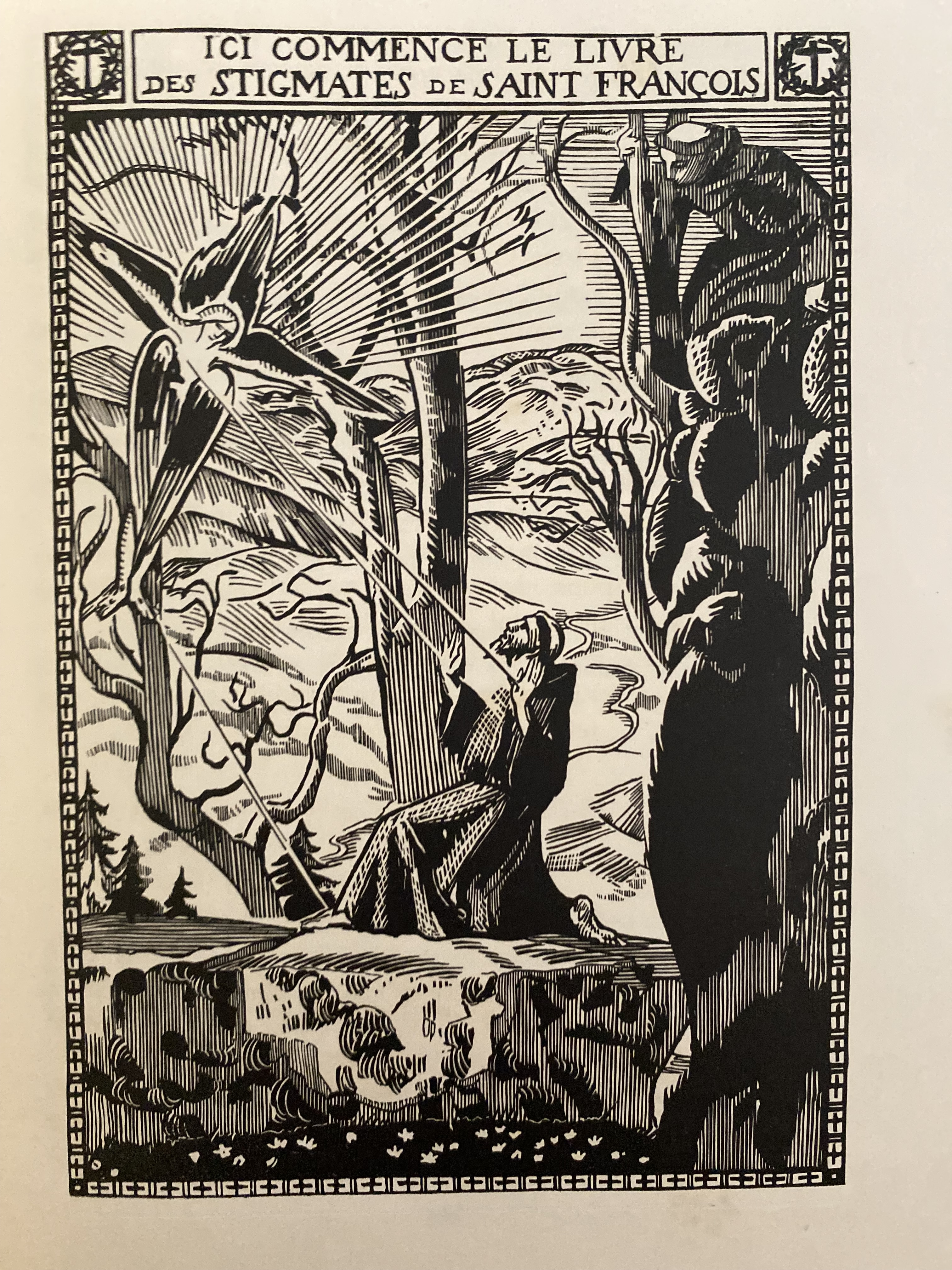
in les petites fleurs de saint François d'Assise illustrées par Maurice Denis